# Герб Пенафієла
Ге́рб Пенафіє́ла — офіційний символ міста Пенафієл, Португалія. Використовується як територіальний герб. У синьому щиті золотий орел із розкритими крилами і чорним озброєнням. На його грудях червоний Христовий хрест. Обабіч орла два срібні мечі, лезами догори. Щит увінчує срібна мурована міська корона з п'ятьма вежами.  Під щитом біла стрічка, на якій великими літерами напис португальською: «cidade de Penafiel» (місто Пенафієл).  Офіційно затверджений 18 червня 1984 року.  

## Галерея

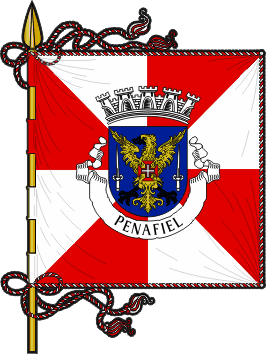
Прапор